# Corona (moneta)

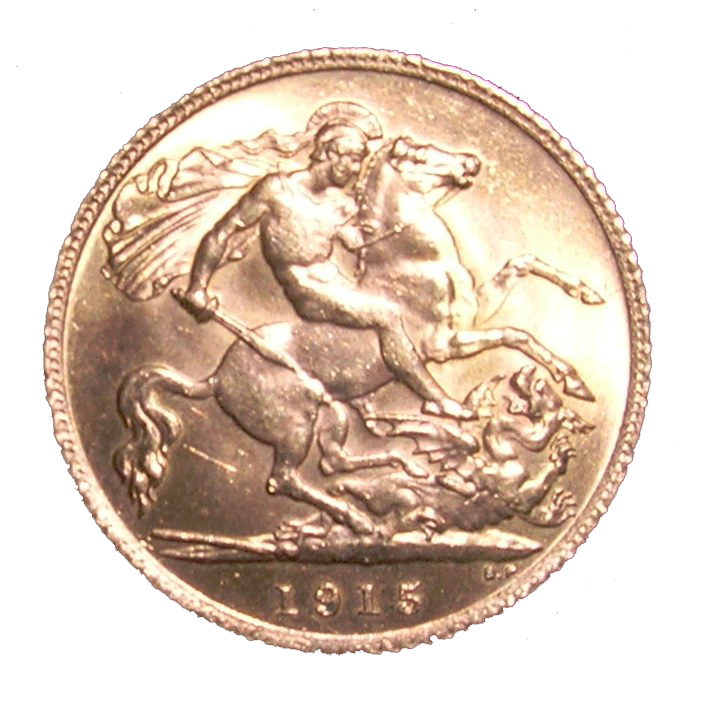
Il disegno di Pistrucci

La corona (ingl. Crown) è stata una moneta inglese e britannica dal valore di 5 scellini o un quarto di sterlina.
Per la prima volta fu introdotta con la riforma monetaria di Enrico VIII nel 1526. La corona era inizialmente una moneta d'oro e le prime corone d'argento furono battute sotto la reggenza di Edoardo VI.
A partire dal 1818 sul rovescio apparve il noto disegno di Benedetto Pistrucci (1784-1855), che rappresenta la lotta di san Giorgio con il drago. Anche tuttora lo stesso disegno è rappresentato sulla sovrana, la moneta d'oro del Regno Unito.
Tutte le monete coniate durante la reggenza di Giorgio III (dal 1820) e sotto Giorgio IV nonché quelle coniate dal 1893 al 1902 e quelle del 1937 e 1951 presentano lo stesso rovescio.

## Corona scozzese
Con questo nome è indicata una moneta d'oro coniata sotto Roberto III. Era anche nota come Lion. Accanto alla corona fu coniato la mezza corona (half crown o demy lion detto anche semplicemente demy).

## Confederazione elvetica
Ebbe corso anche nei baliaggi italiani della Confederazione elvetica:
«Il 26 giugno 1559 Pietro della Torre, arciprete di Balerna fu arrestato, torturato e destituito per le oscene azioni commesse. La condanna fu commutata ad una multa di 100 corone ed all'ostracismo dal paese.».

## Coniazioni
|               |              |  |      |            |
| Edoardo VII   |              |  |      |            |
| 1902          | 256 020      |  |      |            |
|               |              |  |      |            |
| Giorgio V     |              |  |      |            |
| 1927          | 15 030 (prf) |  | 1932 | 2 395      |
| 1928          | 9 034        |  | 1933 | 7 132      |
| 1929          | 4 994        |  | 1934 | 932        |
| 1930          | 4 847        |  | 1935 | 714 769    |
| 1931          | 4 056        |  | 1936 | 2 473      |
|               |              |  |      |            |
| Giorgio VI    |              |  |      |            |
| 1937          | 418 699      |  | 1951 | 1 983 540  |
|               |              |  |      |            |
| Elisabetta II |              |  |      |            |
| 1953          | 5 962 621    |  | 1965 | 19 640 000 |
| 1960          | 1 024 038    |  |      |            |